# Stiftsgymnasium Sindelfingen
Das Stiftsgymnasium (umgangssprachlich auch: Stifts) ist ein Gymnasium in Sindelfingen im Landkreis Böblingen in Baden-Württemberg. Es wurde 1969 gegründet.

## Besonderheiten

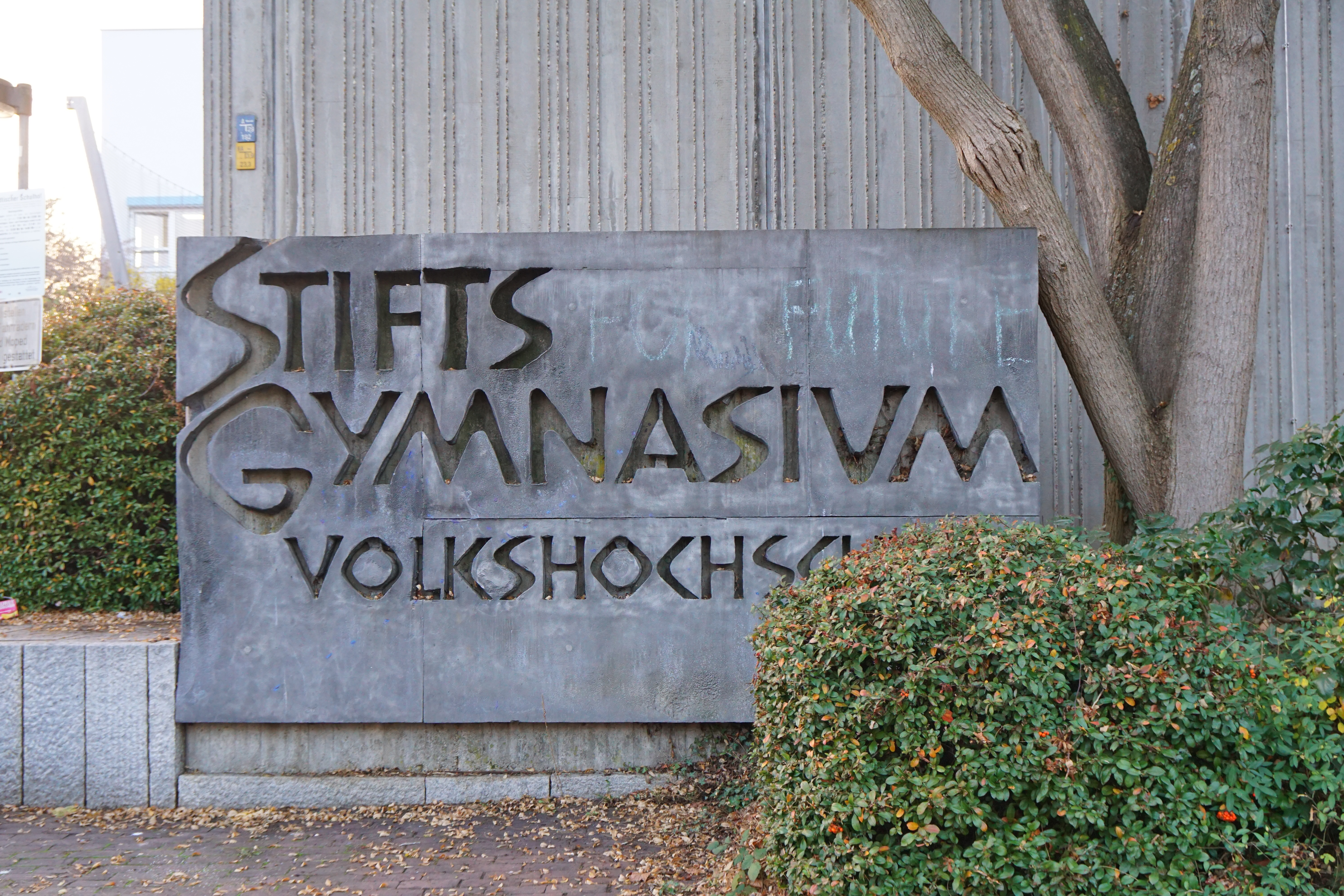

Die Schule hat eine eigene, elektronische Schülerzeitung, Written Times genannt.
Die Schule nimmt an verschiedenen Wettbewerben wie dem Diercke-Wissen-Wettbewerb (Geografie), dem Känguruwettbewerb (Mathematik) und dem Big-Challenge-Wettbewerb (Englisch) teil. Es werden rund 40 Arbeitsgemeinschaften angeboten. Die Schule bietet drei unterschiedliche Züge an: Den Klassiker-Zug (Klassen a und b), den Stifts+-Zug (Klasse c) und den NwT-Zug (Klasse d). Während der Klassiker-Zug und der Stifts+-Zug größtenteils normalen Gymnasialklassen entsprechen, hat der NwT-Zug die Besonderheit, dass bereits ab Klasse 5 NwT als Hauptfach unterrichtet wird.